# Pier Gonella
Pour les articles homonymes, voir Gonella.
Pier Gonella (né le 26 mars 1977 à  Chiavari, dans la province de Gênes, en Italie), est le guitariste soliste et le cofondateur du groupe de heavy metal Mastercastle. Pier Gonella est connu pour avoir joué dans les groupes italiens Labyrinth, Necrodeath.

## Biographie
Pier a découvert son amour pour la guitare à l'âge de 15 ans. Son jeu est influencé par Yngwie Malmsteen, Joe Satriani, Vinnie Moore et d'autres guitaristes.
En 2003, il est contacté par Roberto Tiranti pour une audition avec Labyrinth. Avec ce groupe, il participe aux festivals les plus connus d'Italie et d'Europe (notamment Gods of Metal, Metalway, Agglutination), réalise deux tournées au Japon et en Orient ('Tokyo', 'Osaka', 'Nagoya', 'Taiwan', 'Taipei', 'Hong Kong', 'Pékin'...), et enregistre deux albums studio: Freeman (2005) et 6 Days to Nowhere (2007), le premier accompagné du DVD Live in Tokyo/Live in London. Il quitte ce groupe en 2008 pour revenir de manière stable avec Necrodeath et se consacrer à ses projets solo, dont Mastercastle.
En 2008 il commence à travailler avec la chanteuse Giorgia Gueglio. Ensemble, ils fondent le groupe Mastercastle.
En 2009, Mastercastle sort le premier album studio The Phoenix.
En 2010, Mastercastle sort un nouvel album studio Last Desire.
En 2014, le groupe trouve un accord discographique avec Scarlet Records pour la publication d'un nouvel album intitulé Enfer (De La Bibliotèque Nationale), qui sort le 14 octobre 2014.
En février 2017, le groupe annonce la sortie d'un nouvel album intitulé "Wine of Heaven" pour mai 2017, toujours sous le label discographique Scarlet Records.
En 2019, dix ans après la sortie du premier album "The Phoenix", une réédition vinyle de cet album ainsi qu'un nouveau single intitulé "Still In The Flesh" sont publiés, comprenant une reprise de Pink Floyd et trois morceaux en version live.
En juin 2021, le groupe publie le nouveau single et clip vidéo "Who Cares for the moon", avec Fabio Lione (Turilli/Lione Rhapsody, Rhapsody of Fire, Vision Divine, Angra) en invité, et annonce travailler sur un nouvel album, qui sera publié en janvier 2022 sous le titre de Lighthouse Pathetic, précédé par le single et le clip vidéo du même nom.
En 2007, il est contacté par Necrodeath pour une tournée européenne. En 2008, il intègre officiellement la formation, en 2009 il enregistre l'album Phylogenesis, en 2010 Old Skull et en 2011 The Age of Fear. Il participe également à la production des deux derniers albums. Avec Necrodeath, il participe à deux autres tournées européennes en 2009 et 2010.
En 2011, Scarlet Records publie "The Age Of Fear", un album de compilation de la longue carrière de Necrodeath. Toujours en 2011 et sous le label Scarlet, un nouvel album inédit de Necrodeath est publié, appelé Idiosyncrasy, un album concept composé d'une seule piste de quarante minutes, avec une image de style Tarantino.
Le 13 mai 2014, Necrodeath publie The 7 Deadly Sins, un album concept dédié aux sept péchés capitaux, dont Gonella assure l'enregistrement et le mixage, chez MusicArt studios. En 2015, le groupe publie l'EP Headhunting, avec la participation de Jeffrey Dunn (Mantas) (guitariste fondateur de Venom) et Tony Dolan (Venom Inc, M-Pire of Evil).
En 2016, le groupe annonce travailler sur un nouvel album à sortir en septembre de la même année. Il s'agit de "Mondoscuro", une "split" réalisée avec le groupe Cadaveria. En 2019, Necrodeath confie à Gonella la production et l'enregistrement de Defragments of Insanity, une refonte de l'un de leurs albums les plus connus, et assure également la production de l'EP Neraka. La même année, le groupe participe au festival Rock the Castle, en jouant en ouverture pour, entre autres, Slayer, Phil Anselmo et Overkill.
En 2019, il forme le trio musical "Pier Gonella". Avec eux, il sort en 2020 l'album "Strategy", précédé des deux singles "Strategy" et "Liberland", et en 2023 "667", précédé du single et du clip vidéo "Margherita".
Actuellement, Gonella se consacre à l'activité en studio et en direct du groupe Necrodeath Mastercastle et Vanexa, ainsi qu'à la gestion des cours de musique et de la salle d'enregistrement MusicArt, qu'il a fondée en 2011. Parallèlement, comme il l'a déclaré dans une interview en 2020, il se consacre à la distribution de musique numérique en produisant des "Basi Musicali" (Backing Tracks) et d'autres "outils" pour les musiciens, qui sont ensuite publiés sur sa chaîne YouTube "Pier Gonella Jam" et sur tous les principaux distributeurs de musique numérique. Dans une interview de 2023, il a déclaré avoir recueilli jusqu'à présent plus de 100 millions de streams et 10 000 téléchargements (traduits en ventes) d'albums et de singles.

## Discographie

### Labyrinth
- Freeman (2005)
- 6 days to nowhere (2007)
- As Time Goes by (2011)

### Necrodeath
- Draculea (2007)
- Phylogenesis (2009)
- Old Skull (2010)
- the age of Fear (2011)
- Idiosyncrasy (2012)
- The 7 Deadly Sins (2014)
- The Age of Dead Christ (2018)
- Defragments of Insanity (2019)
- Singin' in the Pain (2022)

### Mastercastle
- The Phoenix (2009)
- Last Desire (2010)
- Dangerous Diamonds (2011)
- On Fire (2013)
- Enfer [De La Bibliothèque Nationale] (2014)
- Wine of Heaven (2017)
- Lighthouse Pathetic (2022)

### D'autres groupes
- Athlantis - Athlantis (2003)
- Wild Steel - Wild Steel (2003)
- Odyssea - Tears in floods (2004)
- Athlantis - M.W.N.D. (2012)
- MusicArt Project - The Black Side of the Moon (2012)
- Odyssea - Storm (2015)